# Maison de l'Italie
La Maison de l'Italie è una residenza studentesca della Cité internationale universitaire de Paris (CIUP), una fondazione nazionale francese riconosciuta d'utilità pubblica.
La Maison d'Italie è una delle residenze più rappresentative della CIUP. Inaugurata nel 1958, ha accolto più di 4 000 studenti e ricercatori contribuendo al consolidamento delle collaborazioni scientifiche tra università e istituti di ricerca italo-francesi. Grazie anche alle iniziative dei suoi residenti, gran parte dei quali di nazionalità italiana, si è anche affermata come uno dei luoghi principali di diffusione della cultura italiana in ambito francese.
Lista dei direttori/direttrici:
- Ruggiero Romano (1958-1968)
- Aldo Vitale (1968-1989)
- Roberto Giacone (1990-2022)
- Maria Chiara Prodi (2022-)